# Јовса
Јовса (слч. Jovsa) насељено је мјесто са административним статусом сеоске општине (слч. obec) у округу Михаловце, у Кошичком крају, Словачка Република.

## Становништво
| Година:    | 1994. | 2004.   | 2014.   | 2024.   |
| ---------- | ----- | ------- | ------- | ------- |
| Број људи: | 834   | 836     | 800     | 858     |
| Разлика:   |       | +0,23 % | -4,30 % | +7,25 % |

| Година:    | 2023. | 2024.   |
| ---------- | ----- | ------- |
| Број људи: | 845   | 858     |
| Разлика:   |       | +1,53 % |

Према подацима о броју становника из 2011. године насеље је имало 820 становника.